# Шини (буква)
Шини (შ, груз. შინი) — двадцать пятая буква современного грузинского алфавита и двадцать восьмая буква классического грузинского алфавита.

## Использование
В грузинском языке обозначает звук [ʃ]. Числовое значение в изопсефии — 900 (девятьсот).
Также используется в грузинском варианте лазского алфавита, используемом в Грузии. В латинице, используемой в Турции, ей соответствует ş.
Ранее использовалась в абхазском (1937—1954) и осетинском (1938—1954) алфавитах на основе грузинского письма, после их перевода на кириллицу в абхазском была заменена на шь, а в осетинском — на ш.
В системах романизации грузинского письма передаётся как š (ISO 9984, ALA-LC), sh (BGN/PCGN
1981, национальная система, BGN/PCGN 2009). В грузинском шрифте Брайля букве соответствует символ ⠱ (U+2831).

## Написание
| Асомтаврули | Нусхури | Мхедрули |
| ----------- | ------- | -------- |
|             |         |          |

## Кодировка
Шини асомтаврули и шини мхедрули включены в стандарт Юникод начиная с самой первой его версии (1.0.0) в блоке «Грузинское письмо» (англ. Georgian) под шестнадцатеричными кодами U+10B8 и U+10E8 соответственно.
Шини нусхури была добавлена в Юникод в версии 4.1 в блок «Дополнение к грузинскому письму» (англ. Georgian Supplement) под шестнадцатеричным кодом U+2D18; до этого она была унифицирована с шини мхедрули.
Шини мтаврули была включена в Юникод в версии 11.0 в блок «Расширенное грузинское письмо» (англ. Georgian Extended) под шестнадцатеричным кодом U+1CA8.